# Zaireichthys mandevillei
Zaireichthys mandevillei е вид лъчеперка от семейство Amphiliidae.

## Разпространение
Този вид е разпространен в Демократична република Конго и Централноафриканска република.

## Описание
На дължина достигат до 2,6 cm.